# Alyssa Thompson
Alyssa Paola Thompson (Estados Unidos, 7 de noviembre de 2004) es una futbolista estadounidense. Juega como delantera en el Angel City FC de la National Women's Soccer League de Estados Unidos. Es internacional con la selección de Estados Unidos.

## Trayectoria
A la edad de 13 años, Thompson jugaba con futbolistas cuatro años mayores que ella. En abril de 2021, fue nombrada futbolista femenina nacional del año por Gatorade.
Jugó para el Harvard-Westlake School, marcando 48 goles en 18 partidos. A sus 15 años firmó un compromiso con la Universidad Stanford.
Jugó para la sub-19 de Total Futbol Academy a los 17 años, en la MLS Next, liga juvenil organizada por la Major League Soccer, y fue la única jugadora femenina en la liga.
El 12 de enero de 2023, el Angel City FC de la National Women's Soccer League seleccionó a Thompson en primer lugar en el Draft de la NWSL, convirtiéndose en la única futbolista en ser reclutada directamente del colegio secundario.

## Selección nacional
Thompson jugó para la sub-20 de Estados Unidos, con quien consiguió el Campeonato Sub-20 de la CONCACAF de 2022, jugando en 5 partidos y anotando 3 goles. También hizo presencia en la Copa Mundial Sub-20 de 2022 donde registró un gol en 3 encuentros.
Fue convocada a la selección absoluta en septiembre de 2022 como la futbolista más joven desde la convocatoria de Sophia Smith en 2017, debutando un mes más tarde a sus 17 años en una derrota amistosa por 2-1 contra Inglaterra.

## Clubes
| Club          | País           | Año           |
| ------------- | -------------- | ------------- |
| Angel City FC | Estados Unidos | 2023-presente |

## Palmarés

### Títulos internacionales
| Título                           | Equipo         | Sede                 | Año  |
| -------------------------------- | -------------- | -------------------- | ---- |
| Campeonato Sub-20 de la Concacaf | Estados Unidos | República Dominicana | 2022 |

(*) Incluyendo la Selección

## Vida personal
Thompson es de ascendencia peruana.
Tiene dos hermanas menores, Zoe y Gisele, quien también es futbolista y parte de la sub-17 de Estados Unidos. Alyssa y Gisele firmaron un acuerdo con Nike convirtiéndose en las primeras atletas de secundaria en firmar un acuerdo de nombre, imagen y semejanza con la marca.
Thompson también corre en pista y en abril de 2022 corrió los 100 m en 11,74 segundos, el segundo sprint de 100 m más rápido de California.